# Sistema de aspiração contínua

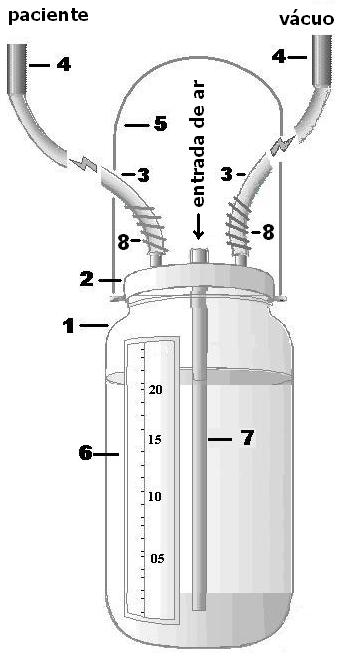
O Sistema de aspiração contínua possui uma câmara de transmissão de pressão negativa que é regulável por mecanismo de sifonagem reversa através de coluna d’água submersa. A câmara de transmissão de pressão negativa possibilita uma transmissão de aspiração moderada (graduada) ao sistema de drenagem pleural ou mediastinal

O Sistema de aspiração contínua, também denominado de Sistema para regulagem de pressão de aspiração, é usado para aspirar de modo controlado, transmitindo e mantendo a pressão negativa ao Sistema coletor de drenagem pleural ou mediastinal, que é usado no pós-operatório de Cirurgia torácica ou Cirurgia cardíaca, e deste modo ajudar a manter o equilíbrio da pressão negativa intratorácica.

## Aviso
Nem todos os pacientes com drenagem torácica necessitam de aspiração contínua.
Consulte a padronização hospitalar para determinar se é necessária uma solicitação médica para a instalação e ou desconexão do Sistema de aspiração contínua.
A utilização de pressão negativa por aspiradores de pressão controlada, auxilia na evacuação dos líquidos pleurais ou pericárdicos possibilitando a melhor reexpansão pulmonar.

## Mecanismo de funcionamento

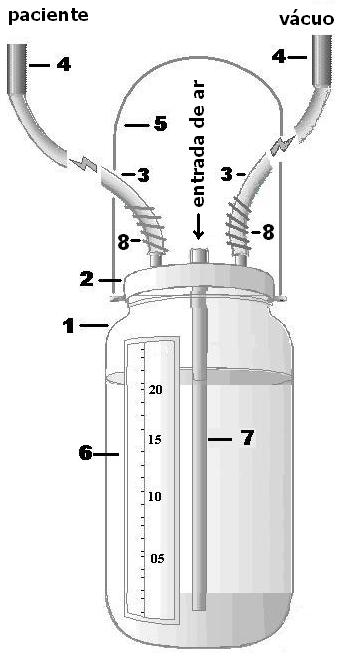
A medida de pressão negativa transmitida pelo Sistema de aspiração contínua é relacionada aos centímetros de água em que o tubo de sifonagem reversa está submerso.
A entrada do ar pelo tubo de sifonagem reverso equaliza a pressão na câmara de transmissão de vácuo de acordo com a quantidade de centímetros de água submerso do tubo de sifonagem reverso.

O Sistema de aspiração contínua serve para regular e graduar o nível de aspiração contínua que será transmitida ao Sistema coletor de drenagem pleural ou mediastinal.
Com este sistema, a pressão de aspiração não será dependente da força do aspirador, mas sim do quanto o respiro se encontra mergulhado na água.
Portanto, o Sistema de aspiração contínua garante uma aspiração constante e programada, que depende exclusivamente da altura da coluna d'água submersa e não do volume d'água empregado.
A medida de pressão negativa utilizada é, portanto, relacionada aos centímetros de água em que o tubo de sifonagem reversa está submerso.

## Componentes
- 1- reservatório
- 2- tampa
- 3- tubo
- 4- conector tubular
- 5- alça
- 6- etiqueta centimetrada
- 7- tubo de sifonagem reversa
- 8- espiral

## Indicações
A aspiração do Sistema coletor de drenagem pleural ou mediastinal está formalmente indicada em pacientes que não conseguem aumentar a pressão pleural através da tosse, ou seja, nos pacientes com neuropatias, tetraplégicos, portadores de doenças musculares, traqueostomizados, pós-operatório imediato de cirurgia torácica, etc.
No pós-operatório de cirurgia cardíaca, a aspiração contínua facilita a mensuração horária das drenagens por manter a pressão negativa da cavidade pericárdica reduzindo a incidência de coágulo intrapedicárdico e a possibilidade de tamponamento cardíaco.

## Informações técnicas

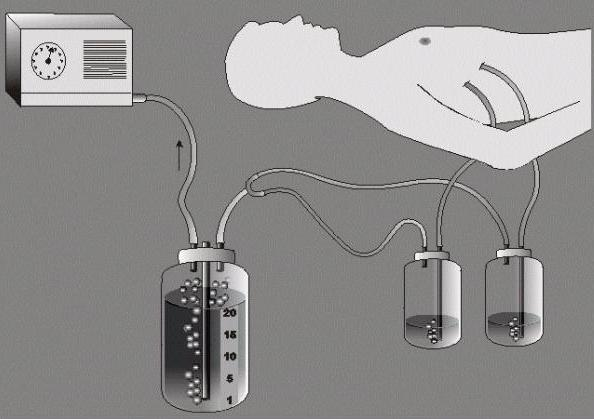
O nível de aspiração do Sistema de aspiração contínua recomendado é variado. Para recém-nascidos é de -5 cm de água, com pressões máximas de -10 cm de água. Em crianças maiores e nos adultos recomenda-se pressão negativa de -10 a -20 cm de água

O nível de aspiração recomendado para recém-nascidos é de -5 cm de água, com pressões máximas de -10 cm de água.
Em crianças maiores e nos adultos recomenda-se pressão negativa de -10 a -20 cm de água.

## Precauções
A fístula aérea brônquica de alto débito requer atenção especial, e devemos ponderar entre a vantagem da aspiração pleural contínua e a sua possível manutenção aberta devido ao "maior roubo de ar" principalmente quando são utilizadas pressões negativas superiores a 25 cm de água.

## Borbulhamento excessivo
O borbulhamento excessivo devido à fístula aérea de alto débito pode formar espuma em grande quantidade que transborda pelo suspiro da tampa do frasco coletor do Sistema coletor de drenagem pleural ou mediastinal.
Este fenômeno pode ser evitado colocando-se substância adstringente no líquido do frasco coletor, as mais usadas são:
- solução alcoólica a 50%
- adição de dimeticona

## Cuidados na desconexão
O Sistema de aspiração contínua deverá ser desconectado no transporte do paciente, e também deverá ser desconectado 24 horas antes da remoção do dreno torácico.
Se a aspiração contínua for descontinuada, o conector tubular (4) de conexão com a tampa do sistema coletor de drenagem pleural ou mediastinal deverá ser obrigatoriamente desconectado, desta forma o suspiro da tampa do sistema coletor de drenagem pleural ou mediastinal ficará livre de obstruções de modo a permitir a saída dos gases, minimizando a possibilidade de pneumotórax hipertensivo.